# Durbe kommun
Durbes novads var en kommun i Lettland. Den låg i den västra delen av landet, 170 km väster om huvudstaden Riga. Antalet invånare var 3 401. Arean var 321 kvadratkilometer.
2021 slogs kommunen samman med kommunerna Aizpute, Grobiņa, Nīca, Pāvilosta, Priekule, Rucava och Vaiņode och bildade Södra Kurzeme kommun.
Följande samhällen fanns i Durbes novads:
- Lieģi